# Sistema de valors
El sistema de valors d'una persona o grup és el conjunt de valors morals que posseeix i que guien la seva conducta, la seva percepció de la realitat i el seu pensament.
Un sistema de valors ideal es basa en la coherència, és a dir, no existeix contradicció entre els valors més fonamentals, existeix una jerarquia clara de valors que fan preferibles uns principis ètics en una determinada situació (i sempre que aquesta es doni) i els valors suprems actuen com a marc de tot el comportament del subjecte. Com a conjunt teòric i abstracte, preveu excepcions, ja que cada cas pot fer trontollar l'estructura o canviar el punt de vista o bé la persona no sempre té la fortalesa per aplicar correctament els principis morals. Aquestes excepcions, però, han de ser coherents també en la seva aparició, per permetre la integritat moral. Si un sistema de valors és inconsistent, causa angoixa a la consciència de la persona, que sent remordiments quan actua sense seguir la seva pròpia guia ètica o bé desorientació quan no posseeix coordenades d'anàlisi d'allò que l'envolta.
El sistema de valors afecta el judici que hom fa sobre els fets de la realitat, sobre les accions d'un mateix i d'un altre i les relacions que entre elles es puguin establir. Afecta a la mateixa percepció, ja que no existeix la mirada neutra i objectiva, malgrat els intents desapassionats dels filòsofs en denunciar l'anomenada fal·làcia naturalista, que barreja els àmbits del que és (ontologia) amb el que hauria de ser (ètica).
Els sistemes de valors d'una comunitat s'adquireixen en el procés de socialització de l'infant i es plasmen en les seves lleis i normes socials.